# 人類的性存在
《人類的性存在》（英語：Understanding Human Sexuality）是珍妮特·S·海德和約翰·D·德拉馬特共同撰寫的性學教科書。首版於1979年經麥格勞希爾出版。第8版的中譯本在2005年9月1日經上海社会科学院出版社出版。最新版為2024年的第15版。

## 內容
《人類的性存在》在1979年的版本開始便包含人類的性的各個層面——性的生物、心理、社會層面皆有涵蓋，並介紹了性學方面的研究方法，引用各種研究支持著作中的宣稱。
第3版（1986年）所引用的來源有56%為1970年代出版的文獻，28%為1980年代出版。此外，它跟該年代的其他性學教科書一樣，不會以真實圖片展示性器官的外表，反之性傳播疾病相關圖片卻會以真實圖片展示。與該年代的大多性學教科書不同的是，它在介紹性治療時批評了麥斯特與強生的治療方法，並會說明哪些觀念屬於對強姦的迷思。
1979年的涵蓋情況在第10版（2008年）中繼續得以維持。根據一篇對該版本的書評，它先在第一章介紹性的社會議題，然後依章節介紹有關理論、研究、性器官的各部分、性在人一生中的演變和地位、性取向、性偏離、性強迫、性產業、性法律、性相關疾病，並加入了插圖以輔助說明。除此之外，它附上各種的教學輔助材料，像是建議討論議題、影片、簡報等等。

## 評價
科羅拉多大學波德分校的乔伊斯·麦卡尔·尼尔森（Joyce McCarl Nielsen）把這本教科書的首版連同其餘兩本教科書放在一起比較，並認為《人類的性存在》寫得最好，指它「最具女性主義色彩」，而且內文編排合理。其編排同樣得到约翰·柯蒂斯（John H. Curtis）在《家庭關係》（Family Relations）上讚揚，他認為《人類的性存在》能中立地介紹性，並讓學生自行思考應採取哪一種立場。此外還對書中的插圖表示好評。
插圖方面的評價在第2版中仍然維持——大卫·戈德梅尔（David Goldmeier）在《泌尿生殖醫學》（Genitourinary medicine）上讚揚了其圖表，指適合在臨床中應用，而且書籍內容有趣。尼古拉斯·福特（Nicholas Ford）在《生物社会科学杂志》（Journal of Biosocial Science）上評價第3版時，同樣指其寫得很好，但仍認為其包含的內容應更有國際視角，加入更多美國以外的內容。迈阿密大学-汉密尔顿的斯蒂芬·戈特奇（Stephen L. Goettsch）批評第3版沒有談論陰道高潮、男女同性戀的不同、沒有提及大多色情作品不是暴力的，只提及暴力更常出現在該些作品中，但同時讚揚其有關強暴迷思的內容和對性心理的關注。
布勞沃德學院的托德·伯恩哈特（Todd E. Bernhardt）在評價第10版時，指其與其他性學經典著作不同的是，其注重性的社會元素，比如人如何為性本身加入各種意義。並會在介紹阿尔弗雷德·金赛時強調其研究的不足之處。他認為這一教科書能讓學生理解性的社會層面。獨立研究者布鲁斯·林德（Bruce Rind）批評著作中有關兒童性虐待的內容，指其有關心理創傷的宣稱依賴於該些沒有考慮其他因素，專注於以「不想要」的性經歷為重點的研究。並引用自己對大多數涉及青少年與成人的有關經歷的研究再分析作反駁，指其大多主觀體驗為「正面」的。